# Henriette av Liechtenstein
Henriette, prinsessa av Liechtenstein, född 1843, död 1931. Hon var dotter till den regerande fursten Aloys II av Liechtenstein och Franziska Kinsky.
Prinsessan Henriette var gift med sin kusin prins Alfred Aloys av Liechtenstein och blev därmed sammankopplande länk mellan den äldre regerande linjen, som avslutades 1938 med hennes bror Frans I av Liechtenstein, och den nuvarande regentlinjen, som startade med Henriettes och Alfred Aloys sonson Frans Josef II av Liechtenstein, far till den nuvarande fursten Hans Adam II.